# Quercus maccormickii
Quercus maccormickii är en bokväxtart som beskrevs av William Carruthers. Quercus maccormickii ingår i släktet ekar, och familjen bokväxter. Inga underarter finns listade.